# Johannes B. Lotz
Johannes Baptist Lotz (S.J.; Darmstadt, 2 agosto 1903 – Monaco di Baviera, 3 giugno 1992) è stato un filosofo e teologo tedesco.
Seguendo Joseph Maréchal, Lotz cercò di includere la filosofia contemporanea e il metodo trascendentale di Kant nel pensiero ecclesiastico. 

## Biografia
Lotz entrò nella Compagnia di Gesù nel 1921. Studiò teologia a Innsbruck, filosofia a Valkenburg e Friburgo in Brisgovia, avendo come maestri, tra gli altri, Martin Honecker e Martin Heidegger. Nel 1937 conseguì il dottorato con Honecker, discutendo una dissertazione intitolata Das Seiende und das Sein: Grundlegung einer Untersuchung über Sein und Wert (Essenza ed essere: fondamento di un'indagine sull'essere e sul valore).  In seguito, insegnò ontologia, antropologia filosofica e storia della filosofia presso il Berchmanskolleg di Pullach e, nel 1969, presso la risultante Scuola di Filosofia di Monaco, di cui fu per tre volte rettore. Dal 1952 al 1985 lavorò anche presso la Pontificia Università Gregoriana a Roma.
Seguendo Joseph Maréchal, Lotz cercò di includere la filosofia contemporanea e il metodo trascendentale di Kant nel pensiero ecclesiastico.  In particolare, ha cercato di attingere alle intuizioni di Heidegger per una reinterpretazione della tradizione di Tommaso d'Aquino.Collegando la questione ontologica sull'essere e la questione esistenziale-filosofica sulla natura dell'uomo, ha voluto indicare le vie della conoscenza di Dio e della scoperta di sé dell'uomo. Si è occupato inoltre intensamente di temi di spiritualità e meditazione.

## Opere
- Sein und Wert. Eine metaphysische Auslegung des Axioms „Ens et bonum convertuntur“ im Raume der scholastischen Transzendentalienlehre. Band 1: Das Seiende und das Sein (= Forschungen zur neueren Philosophie und ihrer Geschichte. 9, ZDB 528066-7). Schöningh, Paderborn 1938, (Zugleich: Herder, Freiburg (Breisgau), dissertazione dottorale universitaria del 19 novembre 1937: Das Seiende und das Sein. Grundlegung einer Untersuchung über Sein und Wert., 2ª edizione riveduta e aumentata: Das Urteil und das Sein. Eine Grundlegung der Metaphysik (= Pullacher philosophische Forschungen. 2, ISSN 0079-7928 (WC · ACNP)). Berchmanskolleg, Pullach presso Monaco di Baviera, 1957).
- Meditation, der Weg nach innen. Philosophische Klärung, Anweisung zum Vollzug. Knecht, Francoforte sul Meno, 1954, (2ª edizione aumentata: Meditation im Alltag. ebenda 1959).
- Von der Einsamkeit des Menschen. Zur geistigen Situation des technischen Zeitalters. Knecht, Francoforte sul Meno, 1955.
- Einübung ins Meditieren am Neuen Testament. Knecht, Francoforte sul Meno, 1965.
- Sein und Existenz. Kritische Studien in systematischer Absicht (= Philosophie in Einzeldarstellungen. Ergänzungsbände. 2, ZDB 538511-8). Herder, Friburgo in Brisgovia, u. a. 1965.
- Der Mensch im Sein. Versuche zur Geschichte und Sache der Philosophie (= Philosophie in Einzeldarstellungen. Ergänzungsbände. 3). Herder, Friburgo in Brisgovia, u. a. 1967.
- Kurze Anleitung zum Meditieren. Knecht, Francoforte sul Meno, 1973, ISBN 3-7820-0302-0.
- Martin Heidegger und Thomas von Aquin. Mensch, Zeit, Sein. Neske, Pfullingen 1975, ISBN 3-7885-0058-1.
- Die Drei-Einheit der Liebe. Eros, Philía, Agápe. Knecht, Francoforte sul Meno, 1979, ISBN 3-7820-0433-7.
- In jedem Menschen steckt ein Atheist. Knecht, Francoforte sul Meno, 1981, ISBN 3-7820-0464-7.
- Vom Sein zum Heiligen. Metaphysisches Denken nach Heidegger. Knecht, Francoforte sul Meno, 1990, ISBN 3-7820-0603-8.